# باب آواکیان
رابرت بروس باب آواکیان (به انگلیسی: Robert Bruce "Bob" Avakian) (زاده ۷ مارس ۱۹۴۳ در واشینگتن دی‌سی) تئوریسین و انقلابی کمونیست و مائوئیست آمریکایی ارمنی‌تبار و رهبر حزب کمونیست انقلابی آمریکا است.
او از مطرح‌ترین چهره‌های جریان مائوئیستی حال حاضر جهان شناخته می‌شود.

## زندگی
آواکیان دوران کودکی و نوجوانی را در برکلی، کالیفرنیا گذرانده است. او از اسلاف مهاجران ارمنی بود که برای کشاورزی به فرسنو، کالیفرنیا آمده بودند. پدرش، اسپورگئو اسپارکی آواکیان (زاده ۱۹۱۳-درگذشته ۲۰۰۲) نام داشت و از قاضیان اوکلند، کالیفرنیا بود و جز هیئت مدرسه برکلی. باب در دوران دبیرستان از بازیکنان تیم فوتبال مدرسه بود.
دوران دانشگاه را در دانشگاه کالیفرنیا در برکلی گذراند و همین‌جا بود که درگیر سیاست شد و در جنیش آزادی بیان که توسط ماریو ساویو رهبری می‌شد، شرکت کرد. فعالیت‌های سیاسی اش ادامه یافت و علاوه بر حمایت فعال از حزب پلنگ سیاه خود سخنگوی حزب صلح و آزادی شد.
آواکیان در «دانشجویان برای جامعه دموکراتیک» فعال بود و از رهبران «جنبش دوم جوانان انقلابی» بود. در منطقه بی ایریا نیز فعال بود و «اتحادیه انقلابی بی ایریا (بارو) را بنیان گذاشت. سازمان بارو رو به رشد گذاشت و با جذب سایر گرایش‌های مارکسیست-لنینیستی در سراسر کشور نام خود را به «اتحادیه انقلابی» تغییر داد.
آواکیان و «اتحادیه انقلابی» به همراه کسانی هم‌چون کلارک کسینجر و کارل دیکس در ۱۹۷۵ بنیان‌گذار حزب کمونیست انقلابی شدند. به هنگام سفر دنگ ژیائوپینگ به آمریکا برای بازدید از جیمی کارتر، فعالان حزب کمونیست انقلابی در واشینگتن دی سی، اعتراضاتی سازمان دادند. آواکیان نیز در جمع تظاهرکنندگان بود. به او حمله شد و دستگیر شد. پس از دادگاه حد اعلای مجازات آن‌ها، ۲۴۱ سال زندان اعلام شد و از همین رو آواکیان در ۱۹۸۱ به فرانسه رفت.
از آن پس مکان واقعی زندگی او مشخص نبوده است. تنها چند سال پیش دو بار در دو مجمع سخنرانی در ساحل غرب و شرق آمریکا حضور یافت. این سخنرانی‌ها فیلم‌برداری شدند. این‌ها اولین حضور آواکیان از ۱۹۸۱ به این طرف بودند.